# Panamerikanische Spiele 2023/Skateboard
Bei den Panamerikanischen Spielen 2023 in der chilenischen Hauptstadt Santiago de Chile fanden vom 21. bis 22. Oktober 2023 im Skateboard vier Wettbewerbe statt, davon je zwei bei den Männern und bei den Frauen. Austragungsort war die Urban Sports Esplanade.

## Bilanz

### Medaillenspiegel
| Platz  | Land               | Gold | Silber | Bronze | Gesamt |
| ------ | ------------------ | ---- | ------ | ------ | ------ |
| 1      | Brasilien          | 2    | 3      | —      | 5      |
| 2      | Vereinigte Staaten | 1    | —      | 2      | 3      |
| 3      | Kanada             | 1    | —      | —      | 1      |
| 4      | Peru               | —    | 1      | —      | 1      |
| 5      | Kolumbien          | —    | —      | 1      | 1      |
| 5      | Puerto Rico        | —    | —      | 1      | 1      |
| Gesamt | Gesamt             | 4    | 4      | 4      | 12     |

### Medaillengewinner
Männer
| Disziplin | Gold         | Silber       | Bronze              |
| --------- | ------------ | ------------ | ------------------- |
| Park      | Taylor Nye   | Augusto Akio | Steven Piñeiro      |
| Street    | Lucas Rabelo | Ángelo Caro  | Jhancarlos González |

Frauen
| Disziplin | Gold               | Silber         | Bronze          |
| --------- | ------------------ | -------------- | --------------- |
| Park      | Fay De Fazio Ebert | Raicca Ventura | Bryce Wettstein |
| Street    | Rayssa Leal        | Pâmela Rosa    | Paige Heyn      |